# Жученко-Гернгросс Зінаїда Федорівна
Зінаїда Федоровна Жученко-Гернгросс (уроджена Гернгросс; 18 жовтня 1872 — після 1924, Бельгія) — секретний співробітник Департаменту поліції, переконана монархістка і противниця революційних партій.

## Біографія
Народилася 18 жовтня 1872 року. Походила з дворянської родини із голландським корінням — Генгросс: Батьки по батьківській лінії — переселенці з Нідерландів у XVI столітті осіли в Ліфляндії і надійшли на службу до російського царя. А ось мати була колишньою кріпачкою сім'ї Гернгросів.
Зінаїда закінчила 1893 року Смольний інститут благородних дівчат, і як багато молодих дівчат тих років намагалася заробляти приватними уроками. Мабуть, це була не просто данина моді, але справжня потреба, тому що сім'я була небагата. Крім цього, її стосунки з батьками залишали бажати кращого. Вона вважала їх «чужими за духом», називала «бюрократами».
Ось як описували зовнішність Зінаїди знайомі:
|  | Вона — дуже високого зросту і дуже худорлява; правильне, симпатичне обличчя з високим чолом обрамлене світлим, рідким волоссям. Золоті, під колір волосся, окуляри ніколи не залишають її носа. Крізь них видніються сірі, трохи ніби задумливі очі, що завжди дивляться прямо і впевнено… Вузькі плечі, довгі, тонкі руки і видатні кути лопаток дуже псують її фігуру. Тільки звичка триматися, знаючи слабкі сторони свого складу, поліпшує те неприємне враження, яке зближує її тіло, що звивається, з хитрим плазуном. |

Асоціації з «плазуном», природно, пізніші, вже після викриття. За часів її активної роботи в партії соціалістів-революціонерів ніхто не помічав у ній підозрілості та підступності, а скоріше навпаки.
Колишній начальник [Московського охоронного відділення полковник П. П. Заварзін, який спілкувався з нею в 1910 р., залишив подібний опис зовнішності, з тією різницею, що привабливою він її не знаходив — «красою не відрізнялася». Бурцев, в свою чергу, відзначав у Гернгросс зовнішній аристократизм і вихованість.

### Провокаторськадіяльність у партіїесерів
У 1895 (за іншими даними, того ж 1893 року) записалася на прийом до віце-директора Департаменту поліції полковника Семенова і домовилось про агентурну співпрацю. З цього часу Зінаїда Жученко — секретний співробітник московського Охоронного відділення, потім Департаменту поліції, закордонної агентури (агентурний псевдонім «Міхєєв»).
1896 року видала поліцейському департаменту терористичний гурток студента Івана Спиридоновича Распутіна, який ставив за мету замах на Миколу II під час його коронації в Москві (цей гурток виріс із представників Сибірського студентського земляцтва, проте його небезпечність, швидше за все, прибільшується і Жученко, і поліцією). За підготовку теракту Івану Распутіну, Олексію Павелко-Паволоцькому, Івану Єгорову, Василю Бахарєву (хіміку, в якого вилучили вибухівку), Таїсії та Олександрі Акімовим, Анастасії Лук'яновій було винесено вирок про страту через повішення. Сама Зінаїда Генгросс-Жученко спочатку утримувалась 11 місяців у Бутирці, потім її було засуджено до 20 років каторги, але насправді вона лише була заслана в Кутаїс на 5 років. За цю «операцію» вона отримала 1000 рублів винагороди, а Зубатов — орден Св. Володимира. У Кутаїсі вийшла заміж за студента (майбутнього лікаря) Миколу Жученка, згодом, з дозволу влади, переїхала до міста Юр'їв, народила сина.
На Кавказі вона дистанціюється від місцевих опозиційно налаштованих гуртків, не підтримує старих знайомств та не заводить нових. Її чоловік, студент Жученко, навчається у Дерпті. У своїх нотатках Бурцев пише, що Зінаїда називала його «найкращою людиною, яку вона зустрічала в житті», але, розуміла, що, якби він дізнався, чим вона займається, то «вбив би її». 1898 року (за іншими данними, на початку 1900-х) Зінаїда втікає від чоловіка з малолітньою дитиною до Європи, починає поширювати чутки про те, що він, нібито, бив її (треба було пояснити несподіваний розрив з ним).
У 1903 році, спостерігаючи зріст революційного руху і бажаючи продовжити боротьбу з ним, відновила співпрацю з російським політичним розшуком, висвітлюючи діяльність російської революційної еміграції. У 1905 році повернулася до Москви, входила до складу обласного комітету партії соціалістів-революціонерів, брала участь у Лондонській конференції 1908 року. Під час Революції 1905 року брала активну участь у придушенні революційних осередків у Москві та області. Спочатку як доволі цінний агент отримувала від «охранки» 300 рублів на місяць, а у 1906 р. — 500 рублів.
|  | У січні 1906 року Жученко організувала замах на мінського губернатора Курлова. Однак кинута есером Пуліховим бомба не вибухнула (ще б пак, адже перш, ніж Жученко вручила бомбу бойовику, надісланий «охоронкою» фахівець її знешкодив). Пуліхов був схоплений, судимий і повішений. Есери журилися за загибеллю товариша, і найбільше журилася Жученко. 1907 року Жученко запропонувала вбити московського губернатора Рейнбота. Вона особисто обрала виконавця — свою близьку подругу Ф. Фрумкіну, пришила на її сукню кишеню для прихованного носіння браунінгу, відвезла до Большого театру, вказала місце, де сидітиме жертва та вручила зброю. Обійнявши подругу на прощання, Жученко досвічченим оком визначила у натовпі двох філерів і подала їм умовний знак. Фрумкіну заарештували у фойє, суд присудив дівчині повішення |

### Викриття
Перебуваючи в Німеччині в 1909 році, була викрита «Шерлоком Холмсом Російської революції» Бурцевим.

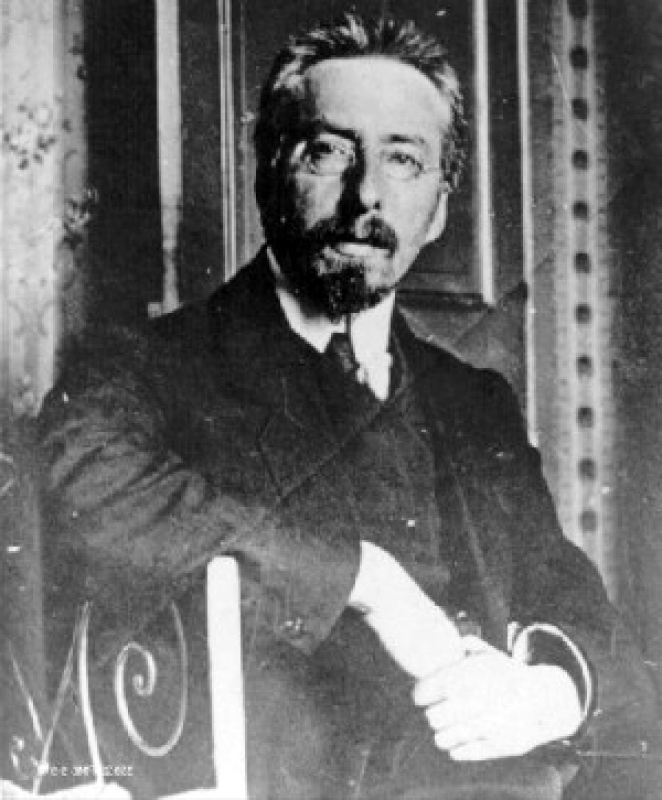
В. Л. Бурцев

|  | "Жученко називала та називала прізвища виданих нею революціонерів, а Бурцев подумки додавав «повішений», «безстрокова каторга», «5 років в'язниці та 10 заслання». І здавалося, що цьому страшному списку не буде кінця. - Ви мене зневажаєте? — Запитала Жученко Бурцева. – Я дивлюся на Вас з жахом, — відповів той і підвівся, — прощавайте, тепер есери вирішать вашу долю. Увечері Жученко написала прощального листа начальнику Московського охоронного відділення фон Коттену: «Сьогодні в мене був Бурцев. Заперечувати мою роботу у Департаменті було б безглуздо, погодьтеся. Що ж далі? Він запропонував купити життя ціною зради Вам та нашій справі, але це не для мене. Бігти? Вести собаче життя, ховатися, бачити в кожному ворога і все одно той самий кінець — ні, не можу. Смерть мене ніколи не лякала, Ви це знаєте. Єдине, чого я боюся, це якщо вони хлюпнуть мені в обличчя сірчаною кислотою. Прощавайте. Почуваюся добре, вільно. Варто було жити!» |

У серпні 1909 року ЦК Партії соціалістів-революціонерів опублікував повідомлення:
|  | ЦК ПСР доводить до загального відомості, що Зінаїда Федорівна Жученко, уроджена Гернгросс, колишня членом ПСР з вересня 1905 р., викрита як агент-провокатор, яка перебувала службі Департаменту поліції з 1894 року. Початком її провокаційної діяльності була видача так званої «Распутsнської справи» (підготовка замаху на Миколу II в 1895 році). У ПСР Жученко працювала головним чином спочатку в Московській організації, а потім і при Обласному Комітеті Центральної Області. Останнім часом проживала у Німеччині, але у закордонних організаціях с.-р. не брала жодної участі. |

Берлінська поліція хотіла вислати Зінаїду Жученко, про яку шуміла преса, але на прохання російського Департаменту поліції погодилася дати їй спокій. Депутат соціал-демократ Карл Лібкнехт поставив питання у прусському ландазі міністру внутрішніх справ, чи відомо йому, що Жученко знову в Шарлоттенбурзі і «без жодного сумніву продовжує свою злочинну діяльність».
З всепідданої доповіді П. А. Столипіна Миколі II 12 жовтня 1909 року:
|  | Жученко є особистістю далеко не пересічною: вона обдарована прекрасними розумовими здібностями, добре освічена, глибоко чесна і порядна, відрізняється самостійним характером і сильною волею, вміє оцінювати обставини в кожній окремій справі політичного розшуку, служила не з корисливих, а з ідейних спонукань і фанатично, до самовідданості, віддана престолу, постійно дбає лише про інтереси справи… |

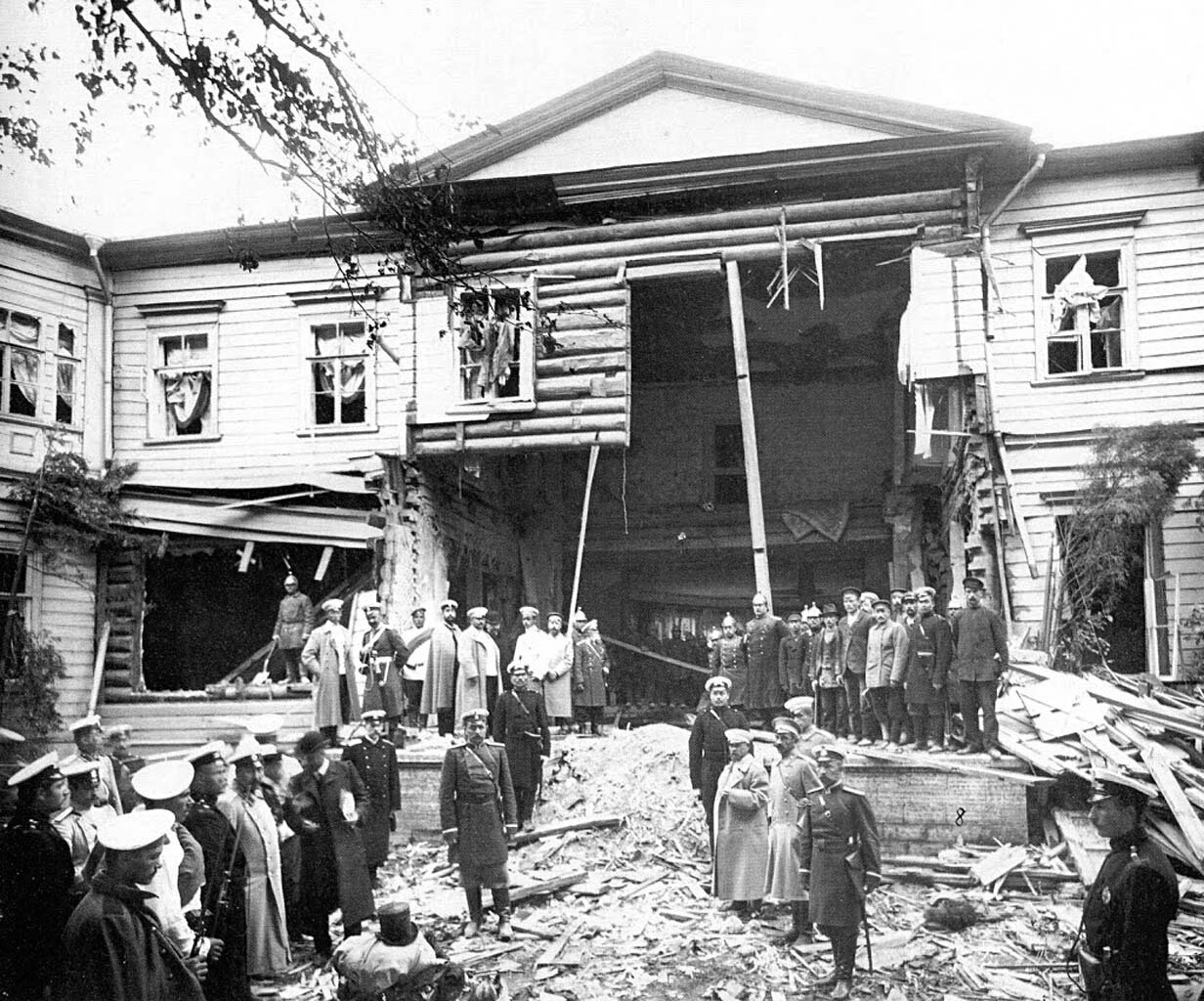
Вілла Столипіна після замаху на нього, 1907 р.

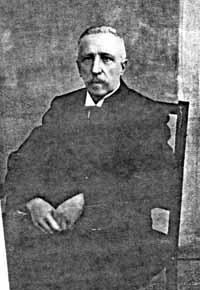
Курлов П. А.

З листа З. Жученко-Гернгросс на ім'я товариша міністра П. Г. Курлова:
|  | Висловлюю Вам свою глибоку подяку за призначення мені справді княжої пенсії. Вважаю своїм обов'язком відзначити, що така висока оцінка зроблена мені не за мої послуги в політичному відношенні, а лише завдяки Вашій до мене надзвичайній увазі, за мою щиру гарячу відданість справі, якій я мала щастя і честь служити, на нещастя — так недовго… |

12 жовтня 1909 року прем'єр П. А. Столипін представляє цареві «всепідданішу» доповідь, що стосувалася секретного агента Зінаїди Федорівни Жученко, яка працювала з Департаментом поліції з 1893 року. У докладній доповіді Столипін інформує царя про перипетії агентурної діяльності Жученко як у Росії, і за кордоном. У зв'язку з тим, що влітку 1909 року емігранту Бурцеву вдалося викрити Жученко, Столипін просить наймилостивішого пожалування Зінаїді Жученко із секретних сум Департаменту поліції довічної пенсії у розмірі 3600 рублів на рік, відносно розміру одержуваної нею за останні роки платні. Микола ІІ погоджується на це.
З початком Першої світової війни у 1914, все ще перебуваючи в Німеччині, була заарештована за підозрою в шпигунстві на користь Росії і ув'язнена, де перебувала до 1917 року. Бурцев згадує документи, за якими Жученко у німецькій тюрмі ці роки отримувала гроші від російського Департаменту поліції. Потім була звільнена, далі її сліди губляться. За одною з версій, переїхала до Бельгії до свого колишнього керівника Гартинга-Геккельмана.